# قوزلو (أنغوت)
قوزلو (بالإنجليزية: Quzlu, Anguti)‏ هي منطقة سكنية تقع في قسم انغوت الغربي الريفي في إيران. يقدر عدد سكانها بـ 99 نسمة .